# Гравітаційна стала

Гравітаційна стала G є ключовою величиною Закону всесвітнього тяжіння.

Гравітаційна стала — фундаментальна фізична стала, що з'являється у Ньютоновому законі всесвітнього тяжіння і Ейнштейновій загальній теорії відносності, визначаючи інтенсивність гравітаційної взаємодії. Вона позначається зазвичай великою латинською літерою G. Її також називають універсальною гравітаційною сталою, сталою Ньютона або G велике. 
Відповідно до закону всесвітнього тяжіння, сила притягування між двома тілами пропорційна добутку їх мас і обернено пропорційна квадрату відстані між ними.
{\displaystyle F=G{\frac {m_{1}m_{2}}{r^{2}}}}
Гравітаційна стала можливо найскладніше вимірюється з усіх фізичних сталих. У 2011 році CODATA рекомендував таке значення гравітаційної сталої в одиницях SI:
| {\displaystyle G} = 6.67384(80)10-11 м3 кг-1 с-2. |

У природній системі одиниць розумно покласти гравітаційну сталу рівною одиниці.

## Вимірювання гравітаційної сталої
Вперше гравітаційну сталу виміряв Генрі Кавендіш за допомогою сконструйованих ним крутильних терезів. Відтоді точність вимірювань зросла лише незначно. Складності вимірювання зумовлені слабкістю гравітаційної взаємодії в порівнянні із електромагнітною.

## Виноски
1. ↑  P.J. Mohr, B.N. Taylor, and D.B. Newell (2011), "The 2010 CODATA Recommended Values of the Fundamental Physical Constants" (Web Version 6.0). This database was developed by J. Baker, M. Douma, and S. Kotochigova. Available: http://physics.nist.gov/constants [Архівовано 11 лютого 2012 у Wayback Machine.] [Thursday, 02-Jun-2011 21:00:12 EDT]. National Institute of Standards and Technology, Gaithersburg, MD 20899.